# Dominik Märki
Dominik Märki (Berna, 9 de octubre de 1990) es un deportista suizo que compite en curling.
Participó en los Juegos Olímpicos de Pyeongchang 2018, obteniendo una medalla de bronce en la prueba masculina.
Ganó una medalla de bronce en el Campeonato Mundial de Curling Masculino de 2014 y una medalla de bronce en el Campeonato Europeo de Curling Masculino de 2017.

## Palmarés internacional
| Juegos Olímpicos   | Juegos Olímpicos            | Juegos Olímpicos  | Juegos Olímpicos |
| Año                | Lugar                       | Medalla           | Prueba           |
| ------------------ | --------------------------- | ----------------- | ---------------- |
| 2018               | Pyeongchang (Corea del Sur) | Medalla de bronce | Equipo           |
| Campeonato Mundial |                             |                   |                  |
| Año                | Lugar                       | Medalla           | Prueba           |
| 2014               | Pekín (China)               | Medalla de bronce | Equipo           |
| Campeonato Europeo |                             |                   |                  |
| Año                | Lugar                       | Medalla           | Prueba           |
| 2017               | San Galo (Suiza)            | Medalla de bronce | Equipo           |